# Лонгобукко
Лонгобукко (итал. Longobucco) — коммуна в Италии, располагается в регионе Калабрия, подчиняется административному центру Козенца.
Население составляет 4358 человек, плотность населения составляет 21 чел./км². Занимает площадь 210 км². Почтовый индекс — 87066. Телефонный код — 0983.
Покровителем населённого пункта считается Святой Доминик. Праздник ежегодно празднуется 4 августа.